# ЭУР Мальяна
«ЭУР Малья́на» (итал. EUR Magliana) — станция линии B Римского метрополитена. Расположена в южной части города, в римском районе ЭУР. Открыта в 1924 году как железнодорожная станция и за свою историю неоднократно перестраивалась.

## Окрестности и достопримечательности
Вблизи станции расположены:
- «Тре Фонтане», спорткомплекс Национального олимпийского комитета Италии (CONI)
- Дворец итальянской цивилизации
- Дворец съездов
- Музей римской цивилизации

## Наземный транспорт
Железнодорожный транспорт:
- Железная дорога Рим — Лидо

Автобусы: 31, 771, 780, 787, 788.